# قسم سفيد دشت الريفي (مقاطعة آران وبيدغل)
قسم سفید دشت الريفي (بالفارسية: دهستان سفیددشت) هي منطقة سكنية تقع في إيران في قسم. يقدر عدد سكانها بـ 5,872 نسمة .